# WTA-toernooi van Vancouver
Het WTA-toernooi van Vancouver is een tennistoernooi voor vrouwen dat voor het eerst van 9 tot en met 15 augustus 2004 plaatsvond in de Canadese stad Vancouver. De officiële naam van het toernooi was toen Odlum Brown Women's Open.
De WTA organiseerde het toernooi, dat in de categorie "Tier V" viel en werd gespeeld op de hardcourtbanen van de Jericho Tennis Club.
Er werd door 32 deelneemsters gestreden om de titel in het enkelspel, en door 16 paren om de dubbelspeltitel. Aan het kwalificatietoernooi voor het enkelspel namen 32 speelsters deel, met vier plaatsen in het hoofdtoernooi te vergeven.
In 2022 werd het toernooi hervat in de categorie WTA 125, met als officiële naam Odlum Brown VanOpen, op de hardcourtbanen van de Hollyburn Country Club, tegelijk met een ATP-challengertoernooi.

## Finales

### Enkelspel
| datum      | winnares                   | tegenstandster  | score         |         |
| ---------- | -------------------------- | --------------- | ------------- | ------- |
| 2004-08-09 | Nicole Vaidišová           | Laura Granville | 2-6, 6-4, 6-2 | details |
| 2022-08-14 | Valentini Grammatikopoulou | Lucia Bronzetti | 6-2, 6-4      | details |

### Dubbelspel
| datum      | winnaressen                    | tegenstandsters                 | score    |         |
| ---------- | ------------------------------ | ------------------------------- | -------- | ------- |
| 2004-08-09 | Bethanie Mattek Abigail Spears | Els Callens Anna-Lena Grönefeld | 6-3, 6-3 | details |
| 2022-08-14 | Miyu Kato Asia Muhammad        | Tímea Babos Angela Kulikov      | 6-3, 7-5 | details |

## Trivia
- Eerder op dezelfde locatie vond in 2002 en 2003 een hardcourttoernooi onder auspiciën van de ITF plaats. Het prijzengeld van dat toernooi was $25.000.
- Na het eenmalige WTA-evenement in 2004 werden vanaf 2005 jaarlijkse ITF-toernooien georganiseerd op de Hollyburn Country Club, in West Vancouver, in eerste instantie weer beginnend met een prijzengeld van $25.000, oplopend tot $100.000 in 2019.